# قيادة القوات الخاصة البحرية (ألمانيا)

الرمز العسكري لحلف شمال الأطلسي (Kampfschwimmer)

يُطلق على قوة حرب الكوماندوز في ألمانيا بعد الحرب اسم Kampfschwimmer («السباحون المقاتلون» أو "KSM" ) أو Verwendungsgruppe 3402 (مجموعة النشر 3402). هم القوة الخاصة الوحيدة في البحرية الألمانية. تم إنشائها عندما انضمت ألمانيا إلى الناتو في عام 1955.
أثناء وجود جمهورية ألمانيا الديمقراطية (ألمانيا الشرقية)، كان لدى قوات البحرية الشعبية (فولكس مارين) في جمهورية ألمانيا الديمقراطية قوة ضفادع الكوماندوز، التي كانت متمركزة في كولونجسبورن. لقد تدربوا في برورا في روغن. [بحاجة لمصدر]

## التاريخ
تم تشكيل أول وحدة ضفادع كوماندوز ألمانية تحت إشراف ألفريد فون وورزيان خلال الحرب العالمية الثانية، وهو سباح أولمبي نمساوي الأصل. كان ورزيان في البداية مدفعي. كان عليه أن يتغلب على الكثير من العقبات لتشكيل هذه الوحدة الخاصة. كان اسم الوحدة Küstenjäger-Abteilung «براندنبورغ».

### 1942 - 1943
- 1942 وما بعده: اختبر الغواص الهاوي ألفريد فون وورزيان جهاز التنفس (دراجرمن هانز هاس) لكريسمارينه.
- 1942: اشتبكت قوة الضفادع الألمانية مع قوة الضفادع السوفييتية في ميناء خليج تسيم في نوفوروسيسك.[2] أدت المناوشات في بعض المعارك لإستخدام السكاكين تحت الماء.[3]
- 1943: أمر الأدميرال كارل دونيتز نائب الأدميرال هيلموث هيي بإنشاء وحدة خاصة. أطلق عليها في الأصل Kleinkampfmittelverband («جمعية الذخائر الصغيرة») ولكنها عرفت باسم K-Verband أو Meereskämpfer (محاربي المحيطات). تم تدريب أول رجالها، بمن فيهم von Wurzian، من قبل الرجال الإيطاليين من ذوي الخبرة من الوحدة العاشرة الخفيفة للأسطول. (كان لدى فافن إس إس الألمانية أيضًا قسم ضفادع يسمى SS-Jagdkommando Donau.)

### 1944
- يونيو 1944: سميت ثلاث وحدات نشطة من الضفادع الألمانية باسم "Marine Einsatzkommando" (MEK). كان لكل وحدة ضابط واحد و 22 رجلاً. لكنهم لم يكونوا مستعدين لإنزال النورماندي.
- 23 يونيو 1944: قام رجال البحرية الألمانية بتفجير جسرين على نهر أورن باستخدام طوربيدات بوزن 800 كلغ.[4]
- يوليو 1944: كانت هناك عدة هجمات من غواصات نيجير الألمانية في القناة الإنجليزية، حيث انطلقت من Villers sur Mer. في 8 يوليو، ألحقت هذه الهجمات أضرارًا بالغة بالطراد ORP Dragon (الذي تم تدميره في 20 يوليو)، وأغرق المدمرة HMS Isis. تم استخدام 12 سفينة هجومية في هجمات في مصب نهر أورني.
- يوليو 1944: دمر الضفادع الألمان بوابات القفل على نهر أورن.[5]
- 26 أغسطس 1944: دمر 60 فرد من الضفادع الألمانية موقع بطارية مدفعية ساحلية في فاسكوي.[5]
- 16 سبتمبر 1944: بحلول هذا الوقت، استولى الحلفاء على أنتويرب. غادر فريقان من خمسة فرق من الضفادع الألمانية روتردام على متن زورقين هجوميين لمهاجمة أرصفة أنتويرب. عندما أوقفتهم شبكات الدفاع، واصلت الفرق السباحة، وقام كل فرد منهم بتفجير طوربيد بأطنان من المتفجرات. وضع فريق واحد طوربيده على قفل القناة الرئيسي في أنتويرب. كان القفل خارج الاستخدام لمدة ثلاثة أشهر.[6]
- ليلة 28 - 29 سبتمبر 1944: حتى الآن استولى الحلفاء على جسر طريق في نيميغن وجسر للسكك الحديدية في مويرديك، وقاموا على الفور بتثبيت دفاع جوي قوي ضد الطائرات هناك. انطلقت ثلاث مجموعات من أربعة من الضفادع الألمانية من 10   كم نحو الجسور. كان عليهم وضع المتفجرات تحت الجسور ثم الاستمرار بالسير مع النهر لنحو 24 كم مرة أخرى للعودة إلى خطوطهم. تم تفجير جسر السكك الحديدية. لم يتضرر جسر الطريق إلا قليلاً لأن اللغم كان في وضع سيء. ومن بين الرجال الـ 12، قُتل ثلاثة وتم القبض على سبعة وعاد اثنان.[7]
- غواص EPRON Diver سوفيتي اسمه زولوتوفسكي أدعى حصول مناوشات تحت الماء بين فريق الضفادع السوفيتي مع فريق الضفادع الألمان في نهر سفير.[8]
- ديسمبر 1944: عمليات الضفادع الألمانية في نهر فيستولا.
- بعد أن غيرت إيطاليا جانبها، قامت وحدة الضفادع الألمانية MEK71 المتمركزة في يوغسلافيا بهجمات عديدة ضد إيطاليا المحررة باستخدام زوارق ثنائية.

### العمليات الغير مكتملة
- خطة لمهاجمة خط أنابيب النفط تحت الماء PLUTO.
- خطة لسد قناة السويس عن طريق إغراق القوارب فيه.

## التنظيم
منذ عام 1974 تمركزت الضفادع الألمانية في القاعدة البحرية في إكرنفورده بالقرب من كيل. في أكتوبر 1994، كانوا تابعين لأسطول زرع الألغام. في إكرنفورده تم تشكيل مجموعة من الضفادع القتالية، وهي تتألف من غواصيين لإزالة الألغام وضفادع الكوماندوز. ي
في عام 2001 أصبحت Waffentauchergruppe («مجموعة الغواصين المسلحة») باتايون Spezialisierter Kräfte («كتيبة القوات الخاصة»).
حدث عملية تحول في عام 2003، تم تشكيل de: Spezialisierte Einsatzkräfte Marine («فرق العمل المتخصصة للبحرية»).